# BC Apollo in het seizoen 2012-13
Het seizoen 2012–13 van BC Apollo was het 2e seizoen van de club en het 1e seizoen in de DBL na het winnen van de Promotiedivisie in seizoen 2011-12. Na een jaartje geen Amsterdam Basketbal op het hoogste niveau keerde Amsterdam terug in de DBL.

## Verloop van het seizoen
Na ruim 12 jaar werd er weer basketbal gespeeld op het hoogste niveau in de Apollohal. Het duurde een tijdje voordat er een selectie werd gepresenteerd. Van de selectie van afgelopen seizoen bleven Jirian Roodheuvel, Aron Royé, Jesse Markusse, Maurits Pieper, Joël Brandt en coach Tyrone Marioneax de club trouw. Dit werd aangevuld met het Groningse talent Jos van der Laan, ex-Astronauts speler Harvey van Stein die ooit als jeugdspeler in de Apollohal een smaakmaker was, een tijdelijke Franse forward Daacarim Soares en keerden Jeremy Ormskerk en Berend Weijs terug naar de hoofdstad. Heel even deed Patrick Faijdherbe mee met de selectie na een tijdje blessure van Roodheuvel, maar werd vervolgens weer assistent-coach. In het eerste deel van de competitie was Apollo vaak dicht bij een overwinning. 
Op 17 november 2012 werd de eerste winst gepakt tegen Rotterdam Basketbal. Tot de winterstop zou het bij één overwinning blijven. Apollo versterkte zich met oud-Astronauts Pascal Balm en het Bossche talent Matthew van Tongeren. De selectie kreeg hierdoor meer vorm en iets meer breedte. Dit resulteerde in nog twee overwinningen tegen Rotterdam. Landskampioen ZZ Leiden leed in de Apollohal een nederlaag  tegen BC Apollo. Toch was het met een 9e plek niet voldoende om de play-offs te halen. Berend Weijs werd dit seizoen rookie of the year.

### Spelers
2009/10 · 2010/11 · 2011/12 · 2012/13 · 2013/14 · 2014/15 · 2015/16 · 2016/17 · 2017/18 · 2018/19 · 2019/20